# Rapido (émission de télévision)
Pour les articles homonymes, voir Rapido.
Rapido est une émission de télévision présentée par Antoine de Caunes et consacrée à la musique, diffusée sur Canal+. Elle est produite par la société NBdC (Tim Newman, Alex Berger, Antoine de Caunes). Elle se caractérisait par le débit très rapide de l'animateur, qui articulait pourtant.